# 모리사키 윈
모리사키 윈(일본어: 森崎ウィン, 1990년 8월 20일 ~ )은 일본의 남성 그룹 PrizmaX의 메인보컬이다.

## 출연 작품
- 해수의 아이 - 앙글라드 역
- 꿀벌과 천둥 - 마사루 역
- 더 리얼 씽
- 레디 플레이어 원 (영화) - 요시아키 토시로 / 다이토 역